# شارلوته هوكينز
شارلوته هوكينز (بالإنجليزية: Charlotte Hawkins)‏ هي مقدمة تلفزيونية وصحفية ومذيعة أخبار بريطانية، ولدت في 16 مايو 1975 في تشيتشستر في المملكة المتحدة.

## وصلات خارجية
- شارلوته هوكينز على موقع IMDb (الإنجليزية)
- شارلوته هوكينز على موقع قاعدة بيانات الفيلم (الإنجليزية)